# روبرت هاردي (لاعب كرة قدم أمريكية)
روبرت هاردي (بالإنجليزية: Robert Hardy)‏ هو لاعب كرة قدم أمريكية أمريكي، ولد في 3 يوليو 1956 في تلسا في الولايات المتحدة.

## وصلات خارجية
- روبرت هاردي على موقع مرجع كرة القدم المحترفة.كوم (الإنجليزية)